# Archie Renaux
Archie Renaux, född 22 november 1997, är en brittisk skådespelare.
Renaux har bland annat medverkat i TV-serien Shadow and Bone. Han har även medverkat i filmerna Alien: Romulus och Morbius.

## Filmografi (i urval)
- 2019 – Gold Digger (TV-serie)
- 2021–2022 – Shadow and Bone (TV-serie)
- 2022 – Morbius
- 2024 – Alien: Romulus
- 2024 – Upgraded
- 2024 – Ember Manning: Fallet vid bryggan (TV-serie)